# موسیقی دوره کلاسیک
دوره کلاسیک (به انگلیسی: Classical Period) در موسیقی هنری اروپایی از حدود ۱۷۵۰ تا ۱۸۲۰ در نظر گرفته می‌شود. این دوره از نظر زمانی بین دوره باروک و دوره رومانتیک قرار دارد. برجسته‌ترین چهره‌های دوره کلاسیک، که گاه به «دوره کلاسیک وین» هم معروف است، هایدن، موتزارت و بتهوون هستند.

## نام
این که کلمه کلاسیک چه وقت و در کجا وارد فرهنگ موسیقی شد به‌طور کامل روشن نیست.

## زمینه تاریخی و اجتماعی
قرن هجدهم مصادف بود با جریان روشن فکری، یا آزادی اندیشه از بند خرافات، که در آن طغیانی علیه متافیزیک و به نفع احساسات معمولی و روان‌شناسی تجربی و عملی، علیه آیین و مراسم تشریفاتی اشرافی و به نفع زندگی طبیعی و ساده، علیه خودکامگی و به نفع آزادی فردی، علیه امتیازات و حق ویژه و به نفع حقوق مساوی مردم و تعلیم و تربیت همگانی.
اولین رهبران این جنبش لاک و هیوم در انگلستان و مونتسکیو و ولتر در فرانسه بودند. نمود اصلی دوره روشنگری در ابتدا نسبتاً سلبی و منفی بود، اما خلأیی که از برخوردهای منتقدان مخرب به جای مانده بود، به زودی با ایده جدیدی پر شد که در آن طبیعت و غرایز طبیعی یا احساسات انسان منبع حقیقی دانش و اعمال درست پنداشته می‌شد. ژان ژاک روسو یکی از پیشوایان اصلی این شکل جدید از جریان روشنگری بود که بعد از سال ۱۷۶۰ تأثیر عمیقی بر ادبیات و شاعران فیلسوف آلمانی به جای گذاشت. ستایش لذت‌ها و خوشی‌های فردی در زندگی، خود یک پدیده اصلی و مشخص این جریان است.
با شروع انقلاب صنعتی پیشرفت‌ها و کشفیات علمی در زمینه‌های مختلف صورت گرفت. طبقه متوسط مورد توجه قرار گرفت و انسان ساده و طبیعی هسته مرکزی توجه فلسفه و هنر شد. ایده‌های انسان دوستی به سرعت در سرتاسر اروپا گسترش یافت. از میان بزرگانی که به این جنبش بشر دوستانه کمک کردند، می‌توان از فردریک کبیر پادشاه پروس و شاعرانی چون گوته و آهنگسازانی چون موتسارت (در اپرای فلوت سحرآمیز)، بتهوون (سمفونی شماره ۹) یا شیلر در سرود شادی نام برد.
با ظهور طبقه متوسط اجتماع و توجه خاص به آن، قرن هیجدهم قدم‌هایی در راه عمومی‌کردن هنرها و یادگیری آن‌ها برداشت. داستان‌ها و نوشته‌ها به تدریج شروع به تصویر زندگی روزانه و احساسات معمولی مردم کردند که از طرف عامه نیز مورد استقبال قرار گرفت. این عوامل طبقه متوسط را به عنوان قطب مهمی در سیاست گذاری، اقتصاد و فرهنگ مطرح کرد و افراد این طبقه فرصتی یافتند که در فرهنگ اجتماعی و هنر نقش مهمی داشته باشند. تغییرات اقتصادی در موسیقی نیز تأثیر گذاشت و به همین دلیل کمپانی‌های اپرایی و سالن‌های اپرای اکثر دربارهای کوچک اروپا به دلیل اقتصادی تعطیل شدند ولی موسیقی‌سازی به خاطر هزینه کم آن همچنان رایج بود. افراد جامعه در تشکل انجمن‌ها و مراکز هنری یکی از حامیان پرقدرت موسیقیدانان شدند و برای آنان کنسرت‌های عمومی که در آن‌ها بلیت فروخته می‌شد ترتیب دادند. این امر باعث افزایش شنوندگان و دوستداران عمومی موسیقی و همچنین رشد موسیقی‌دانان آماتور گردید، در حالی که قبلاً اشراف حامی موسیقی، موسیقیدانان را در خدمت خود داشتند و شنیدن موسیقی آن‌ها منحصر به درباریان و میهمانان آن‌ها بود.
برای اولین بار در موسیقی این فکر ظهور کرد که موسیقی در حقیقت همانند دیگر هنرها مقصود و هدفی ندارد، بلکه صرفاً به خاطر خودش وجود دارد، یعنی موسیقی به خاطر خود هنر موسیقی. پس از دوره کلاسیک با هنر موسیقی بر پایه ایده «هنر به خاطر هنر» برخورده می‌شد.
چاپ و انتشار موسیقی به‌طور وسیعی افزایش یافت و مجله‌هایی دربارهٔ موسیقی نیز به چاپ رسید، و نوازندگان آماتور توانستند موسیقی دلخواه خود را به راحتی خریداری کنند و انتقادات بر موسیقی را نیز در مجلات مختلف بخوانند که این خود قدم‌های مهمی در راه همگانی کردن موسیقی بود. در لندن، پاریس و بروکسل تعداد زیادی از آثار موسیقی سازی آلمان به چاپ رسید و مجموعه‌ای از سمفونی‌ها تحت عنوان «لا ملودیا جرمانیکا» به چاپ رسید. در این دوره بود که اولین کتاب تاریخ موسیقی و مجموعه مقالات راجع به موسیقی قرون وسطی انتشار یافت.
یکی از مهم‌ترین خصوصیات موسیقی قرن هجدهم جهان فرامیهنی بودن آن و به حداقل رسیدن اختلافات ملی‌گرایی بود. حاکمانی که در یک کشور به دنیا آمده بودند در کشورهای دیگر حکمروایی می‌کردند، مثلاً پادشاهان آلمانی در انگلستان، سوییس و هلند و پادشاهان اسپانیایی در ناپل. ولتر که فرانسوی بود در دربار فردریک کبیر پروس اقامت گزیده بود و شاعر ایتالیایی متاستازیو در دربارهای آلمانی در ونیز. موسیقیدانان اپرای ایتالیایی در کشورهای دیگر مشغول به کار بودند. زبان مشترک موسیقی بر سر تا سر اروپا حکمفرما بود. در دوره کلاسیک، آهنگسازان آلمانی قدرت خاصی در ترکیب سبک‌های موسیقی دیگر کشورها داشتند، بنابراین سبک موسیقی آلمان ترکیبی بود از عوامل مختلف موسیقی کشورهای دیگر. موسیقی آلمان در این دوره زبانی جهانی پیدا کرد و ملل گوناگون اروپا می‌توانستند آن را بفهمند، بنابراین موسیقی زبان بشر اروپایی شد. کریستف ویلیبالد گلوک در یکی از نامه‌هایش اظهار می‌دارد که آرزو داشت یک موسیقی قوی بنویسد که با تمام قلب‌ها در سر تا سر دنیا صحبت کند و مورد قبول همه مردم باشد و نیز اختلافات مسخره موسیقی‌های مختلف ملل را بزداید. اظهار مشهور هایدن نیز در این باره چنین است: «زبان موسیقایی من در تمام دنیا قابل فهم است.»
موسیقی دوره کلاسیک با ساختاری روشن و معقول و فارغ از پیچیدگی‌ها و تزیینات فراوان شکل گرفت. این نوع موسیقی برخلاف دوره باروک فاقد تزیینات و پیچیدگی‌های کنترپوانتیک که برای عموم شنوندگان قابل درک نیست، بود. ژان ژاک روسو به طعنه دربارهٔ موسیقی کنترپوانی رایج در دوره باروک می‌گفت: «خواندن دو ملودی هم‌زمان شبیه به شنیدن دو سخنرانی مختلف در یک زمان، به منظور افزودن به تأثیر آن، است.»
مهم‌ترین ویژگی اوایل دوره کلاسیک، ساده کردن هر چه ممکن تمام فرم‌های موسیقی و عوامل سبکی است. در موسیقی دوره کلاسیک ملودی به عنوان یک عامل اساسی و پایدار جلوه‌گر می‌شود و تئوری ملودیک مهم‌ترین مسئله‌ای بود که موسیقیدانان به آن می‌پرداختند. برای اولین بار در تاریخ موسیقی دیگر ملاک زیبایی یک قطعه، همسازی اصوات پلی‌فونیکی (همانند دوره باروک) نبود، بلکه حاکمیت نامحدود و آزاد ملودی که اغلب دارای همراهی ساده‌ای بود، زیبایی یک اثر موسیقی را تعین می‌کرد. در این دوره آنقدر اهمیت ملودی زیاد بود که حتی در مواردی همراهی نیز الزامی نبود. هایدن در اواخر عمرش گفت «اگر می‌خواهید بدانید که آیا یک ملودی واقعاً زیباست یا نه، باید آن را بدون همراهی بشنوید.»

## نشانه‌های سبک موسیقی کلاسیک
به‌طور کلی، سبک موسیقی کلاسیک به دو دسته تقسیم می‌شود:
۱. سبک موسیقی اوایل کلاسیک که تا سال‌های ۱۷۷۰ را در بر می‌گیرد و شامل دو سبک روکوکو و اکسپرسیو است. سبک روکوکو خصوصاً در فرانسه ریشه گرفت و نام فرانسوی Style Galant (سبک پیشرو) اغلب به عنوان مترادف آن به جایش به کار برده می‌شد. بانی سبک اکسپرسیو که بعداً رواج یافت، آهنگسازان آلمانی بودند و معادل آن در زبان آلمانی (سبک حساس و وقار) است. این دو سبک حاصل و نتیجه اهمیت بخشیدن به دو صدای طرفین در موسیقی باروک است. اما در قرن هیجدهم، خط باس اهمیت، رهبری و استقلال کنترپوانتیک خود را از دست داد و صرفاً حمایت‌کننده ملودی شد در حالی که صداهای میانی فقط پرکننده هارمونی بودند. سبک روکوکو یا گالانت در مجامع موقر اشرافی ظهور کرد و سبکی بسیار ظریف، دقیق، چابک، شوخ، آسان، پرجلال و شکوه بود. روکوکو همان شیوه زینت و آذین بیش از حد دوره باروک است ولی بدون بزرگی و عظمت. از سوی دیگر سبک اکسپرسیو (به معنی رسا و پرمعنی) در ارتباط بیشتری با طبقه متوسط جامعه قرار داشت و در کل سبک بورژاواها بود. این سبک برخلاف روکوکو نه تنها پر طمطراق و پر زینت نبود، بلکه گاهی به‌طور عمدی و اغراق‌آمیزی ساده بود.
۲. سبک دوره عظمت کلاسیک که در آن فرم‌ها و سبک‌ها اصولاً ثابت ماندند، آهنگسازان موقعیتی یافتند تا افکار و رویدادهایی را که از تخیلات آزادشان برمی‌خواست شکل دهند. تاریخ نویسان دوره عظمت کلاسیک را به دو دلیل «مکتب کلاسیک وین» نام نهاده‌اند: اول این که تمام آهنگسازان مهم آن در وین یا اطریش فعالیت کرده‌اند و دوم اینکه عوامل موسیقایی رایج در وین (یا اطریش) در موسیقی سبک کلاسیک راه یافت و تأثیرات فراوانی بر آن به جای گذاشت.

### ریتم، میزان و تمپو در موسیقی کلاسیک
مشخص‌ترین تغییراتی که در سبک موسیقی اوایل این دوره به وجود آمد، نوآوری و بدعت در ریتم و عوامل متریک موسیقی بود. این تغییرات خود دارای چند مرحله‌گذار است که نتیجتاً حد و مرز کاملاً مشخصی را نمی‌توان برای آن تعیین کرد. اما آنچه که در سرتاسر دوره کلاسیک تسلط داشت وجود ملودی‌ها و جملات کاملاً مجزا و پریودیک ۲، ۴ یا ۸ میزانی و ریتم‌های متفاوت و قابل تشخیص در میان قسمت‌های مختلف یک موومان یا حتی بین تم هاست.
یکی دیگر از مهم‌ترین تغییراتی که در این دوره صورت گرفت، استفاده از موسیقی فولکوریک در آثار بود که خون تازه‌ای در کالبد موسیقی مغرب زمین به جریان انداخت. آثار موسیقی محلی که دارای جملات پریودیک منظم و با قاعده (اغلب هشت میزانی) بودند، مبنای کار آهنگسازان قرار گرفت. مثال آن استفاده از لندلر (از رقص‌های آلمانی منطقه باواریا) در آثار بتهوون است. نشانه مهم دیگر این جریان تغییر مینوئت باروک است به مینوئت کلاسیک.
در اواخر دوره کلاسیک، تا حدی ساختمان پریودیک و منظم جملات موسیقایی بغرنج‌تر شد. هایدن و خصوصاً موتسارت با حداکثر سلیقه و دقت، زیباترین تناسبات و جملات پریودیک هشت میزانی نوشته‌اند که در عین حال بی‌قاعده نیز هستند. برخلاف ریتم همگون موقر و یکنواخت موسیقی باروک، در دوره کلاسیک ریتم یک عامل مهم آهنگسازی شد که امکان ظرافت هر چه بیشتر و تهذیب بیان احساس را مهیا می‌کرد. آهنگسازان اولیه کلاسیک تمایل فراوانی به قطع و شکستن ریتم‌ها داشتند، به‌طوری‌که ریتم‌های نقطه‌دار - ریتم لومباردی - سنکپ‌ها، پل یا رابط‌های ظریف در کنار ریتم‌های قوی رقص‌ها و مارش‌ها و تناوب فیگورهای دو و سه نتی، هم چنین فرود با ریتم سه تایی مد شده بود.
در موسیقی اواخر باروک نشانه‌ها و اصطلاحات مشخص‌کننده تمپو به ندرت یافت می‌شد، زیرا فرم‌ها و انواع موسیقی این دوره ثابت بودند و تمپو و سرعت آن‌ها به‌طور معمول فهمیده می‌شد. در اوایل کلاسیک بود که استفاده از چنین نشانه‌ها و عباراتی در شروع یا وسط قطعات به صورت قانون درآمد و تمام آهنگسازان آن را در آثارشان مراعات کردند. اکثر واژه‌هایی که امروزه در موسیقی به کار برده می‌شوند، از لارگو (خیلی آرام و آهسته)، آداجیو (آهسته) تا پرستو (خیلی تند)، ابتدا در دوره کلاسیک مورد استفاده آهنگسازان قرار گرفت. گر چه در اوایل، تمپوهای معمولی مانند، آلگرو (تند)، آندانته (معمولی)، آلگرتو (خیلی تند) به کار برده می‌شد اما در اواخر دوره کلاسیک تمپوهای فوق‌العاده متضاد در اغلب موارد ارجحیت داشت. در سمفونی‌های هایدن، تمپوهای مدراتو موومان‌های اول و آداجیو موومان‌های آهسته، تضاد زیادی با پرستوهای قسمت فینال دارد. بتهون در به‌کارگیری تمپوهای فوق‌العاده متضاد و مختلف در آثارش خصوصاً دوره آخر و در سمفونی نهم شهرت فراوانی دارد.

### هارمونی و تونالیته
آهنگسازان دوره کلاسیک در آثارشان به ندرت از گام لا-ماژور (یا گام نسبی آن فا دیز-مینور) و از گام‌های بمل‌دار از می‌بمل-ماژور (یا دو-مینور) پا فراتر گذاشتند. در تمام تاریخ موسیقی هرگز به اندازه این دوره آثاری در تونالیته‌های ر، فا، سل و سی بمل نوشته نشده‌است. علت این امر به خاطر تکنیک اجرایی سازها نبود، بلکه عمدتاً به دلیل ساده‌گرایی آهنگسازان کلاسیک بود؛ زیرا ساده بودن تونالیته، مانند سادگی در ریتم، تمپو و فرم، بخشی از زبان جهانی و نشانه توجه به درک اکثریت توده اجتماع بود.
به‌کارگیری فراوان تونالیته‌های ماژور در دوره کلاسیک، تضاد چشم‌گیری با دوره باروک داشت. در سرتاسر آثار هایدن و موتسارت، به ندرت می‌توان قطعات در تونالیته مینور یافت و تونالیته‌های مینور اغلب در موارد و حالات استثنایی به کار رفته‌اند. این چنین گرایش به سوی استفاده از تونالیته ماژور را می‌توان نتیجه اشتیاق آهنگسازان دوره کلاسیک به درخشان و شاد بود آثار خود دانست. در مرحله‌گذار به اواخر کلاسیک، وسعت استفاده از تونالیته‌های مختلف و متنوع بسیار افزایش یافت، به‌طور که هایدن در دوره میانی سمفونی‌ها، سونات‌های پیانو و کوارتت‌هایش از تونالیته‌هایی مانند فا دیز - ماژور یا سی - ماژور بدون ایجاد مشکلی برای سازهای مختلف ارکستر استفاده کرد.
هارمونی اکثراً آثار آهنگسازان ایتالیا، بوهم و شمال آلمان در این دوره بر اساس حرکت نت پایه به نمایان و زیرنمایان استوار است. آهنگسازان اوایل کلاسیک در انتخاب هارمونی محدود بودند و فقط در اواخر دوره بود که هارمونی نسبتاً غنی‌تر و مدولاسیون‌های پیچیده‌تر و غیرمنتظره به کار گرفته شد.
در دوره کلاسیک چگونگی روابط تونالیته مومان‌های یک اثر اهمیت یافت و نتیجتاً هر یک از مومان‌ها در تونالیته‌های مختلف تصنیف شدند؛ مثلاً تونالیته مومان آهسته یک سونات، عملکرد متضادی با بقیه موومان‌ها داشت و قسمت تریو مینوئت، همیشه در تونالیته نسبی یا گاهی در نت پایه ماژور یا مینور بود. در آثار بتهون چنین رابطه تونالیته‌ای متضاد و دور از هم بیشتر وجود دارد. وجود تونالیته‌های متفاوت در میان یک موومان نیز یکی دیگر از مشخصات سبک کلاسیک نسبت به باروک است.
آهنگسازان اوایل کلاسیک از جمله دومینیکو اسکارلاتی، پلاتی و خصوصاً سامارتینی و پرگولزی در یک موومان از چندین تم ملودیک مستقل و نسبتاً متضاد استفاده کرده‌اند که هر یک از آن‌ها دارای تونالیته مختلف ولی در ارتباط نزدیک با تونالیته اصلی‌اند؛ و این تم هر یک شامل عوامل ریتمیک، هارمونیک و دینامیک مختص به خود هم هستند بنابراین وجه مشخصه مهم سبک موسیقی کلاسیک در مقایسه با باروک، فراهم آوردن حوزه‌های مختلف بیان موسیقایی در هر موومان است که به وسیله تضاد تونالیته‌ها انجام می‌شود و هر یک از این تونالیته‌ها دارای ریتم‌هایی متضاد و جملاتی با قاعده و پریودیک‌اند. در دوره عظمت کلاسیسم، ارتباط تونالیته‌های مختلف در هر موومان منظم و به صورت یک قاعده کلی درآمد و تا دوره رمانتیک نیز باقی ماند؛ مثلاً در یک مومان به فرم سونات، رابطه تونالیته بین دو تم اصلی به صورت درجه تثبیت شد. البته در بعضی از آثار هایدن این دو منطقه تونالیته‌های مختلف هنوز فاقد تم‌های متضاد بود. در آثار دوره اواخر بتهون ارزش ساختمانی تغییر تونالیته‌های با ارزش رنگ‌آمیزی ارکستری درآمیخت و نتیجتاً تغییر تونالیته بیشتر برای تقویت رنگ‌آمیزی و قدرت بیان موسیقایی مورد استفاده قرار گرفت (این شیوه بعداً در رمانتیک‌ها خصوصاً آثار واگنر و ریچارد اشتراوس رایج شد). البته این شیوه خلاف اوایل کلاسیک و حتی اوایل رمانتیک‌ها (شوبرت و وبر) بود که بیشتر تغییرات تونالیته را به منظور اصول ساختمانی قطعه به کار می‌بردند.

### موتیف، تم، بسط و گسترش تمی
یکی از تحولات موسیقایی که در دوره کلاسیک صورت گرفت تغییر در مفهوم ملودی و توسعه ملودیک است. تکنیک مرسوم دوره باروک به این صورت بود که آهنگساز تم اصلی را در ابتدای موومان معرفی می‌کرد و بلافاصله به صورت بافته شده و تکرارهای سکانس‌وار، بدون فرودهای مشخص و کامل سرتاسر موومان را در بر می‌گرفت. نتیجتاً هر موومان به صورت فوق‌العاده یکپارچه و بدون تضادهای مشخص ملودیک و تونالیته‌ای به وجود می‌آمد و ساختمان جملات موسیقی اغلب بی‌قاعده و فاقد تقسیم‌بندی‌های منظم به صورت مبتدا و خبر بودند. آهنگسازان قرن هیجدهم متد وحدت تونالیته و تمی باروک را کنار گذاشتند و بیشتر به نشان دادن حالت متضاد بین قسمت‌های مختلف یک موومان و حتی بین خود تم‌ها پرداختند. حالت متداوم و پیوسته مومان‌ها و تکنیک بافتن تم‌های دوره باروک به تدریج از بین رفت و جایش را موومان‌هایی با حالات متضاد و ملودی‌های منقطع با جملات مجزا که اغلب دو یا چهار میزانی (گاهی موارد شش یا هشت میزان) بودند، گرفت و در نتیجه ساختمان پریودیک و جملات کامل با قسمت‌های مبتدا و خبر به وجود آمدند.
گرچه اهمیت و استقلال ریتم، میزان‌بندی، هارمونی و تونالیته از جمله عوامل مشخص‌کننده هنر این دوره‌است، ولی موسیقی کلاسیک به وسیله ملودی که از ظریف‌ترین و شاداب‌ترین اجزای ترکیبی موسیقی محسوب می‌شود، زنده‌است. هرگز در تاریخ موسیقی پلی‌فونی ملودی این چنین نقش مهمی نداشته و هرگز تازگی و اصالت ملودی به چنین درجه ارزشی و اهمیتی دست نیافته‌است. ملودی روح موسیقی کلاسیک است.
ملودی‌های کلاسیک از جهات گوناگون با ملودی‌های دوره‌های پیش تفاوت کلی دارند. تمام ملودی‌های قدیمی اغلب از ملودی‌های کانتوس فیرموس کورال یا فرمول‌های ملودیکی به خصوصی که تا حدی حالت سنتی داشتند سرچشمه می‌گیرند. واضح است که تغییرات ملودیک به تدریج صورت گرفته و دارای مراحل‌گذار است؛ مثلاً بعضی از آثار یوهان سباستیان باخ را می‌توان حد فاصل دوره باروک و کلاسیک دانست، البته اپرای ایتالیا نیز راه را برای استقلال ملودیک باز کرد و از طرف دیگر گرایش به سادگی و استفاده از موسیقی فولکلوریک در این راه مؤثر بود. اهمیت دو صدای طرفین و هم چنین رهبری و استقلال کنترپوانتیک خط باس در موسیقی باروک به تدریج از بین رفت و خط باس صرفاً حامی ملودی شد. پیروی و فرمانبرداری خط باس و هارمونی (به عنوان اکمپانیمان) از ملودی، به وسیله یکی از تدابیر مهم و رایج موسیقی کلاویه‌ای دوره کلاسیک به نام آلبرتی باس مشخص می‌شود. آلبرتی باس توسط آهنگساز ایتالیایی به نام دومینیکو آلبرتی به وجود آمد و آن عبارت است از آکوردهای شکسته شده‌ای که به‌طور مداوم در زیر ملودی به صورت آکمپانیمان تکرار می‌شود. آلبرتی باس تدبیر بسیار مفیدی برای آکمپانیمان بود که نه فقط به وسیله هایدن، موتسارت و بتهون مورد استفاده قرار گرفت، بلکه تا قرن نوزدهم نیز تداوم یافت.
قابلیت تغییر یافتن تم‌ها، یکی از مهم‌ترین خصوصیات مشخص‌کننده موسیقی دوره کلاسیک است که بر خلاف آن در آثار دوره باروک موتیف و تم هیچ گونه تغییری در فرم یا محتوی خود پیدا نمی‌کرد. به عبارت دیگر، موتیف یا تمی که از موتیف‌های مختلف تشکیل شده‌است، باید به طریقی ساخته شود که قابلیت تغییرات زیادی داشته باشد و در عین حال که تغییر می‌یابد، قابل تشخیص نیز باشد. این تدبیر همان تکنیک بسط و گسترش تمی یا موتیفی است که در آن از تمام امکانات بالقوه تم استفاده می‌شود. البته هنگامیکه موتیف‌ها در تونالیته‌های مختلف نیز انتقال می‌یابند تغییرات زیادی پیدا نمی‌کنند، زیرا باید شخصیت اصلی آن‌ها در کلی حفظ شود؛ مثلاً موتیف اصلی مومان اول سمفونی پنجم بتهون در همه مومان‌ها علی‌رغم تغییراتی که می‌یابد هنوز قابل تشخیص است. این تکنیک اکثراً در مومان‌های اول (در فرم سونات) و مومان‌های آخر (در فرم روندو - سونات) آثارسازی دوره کلاسیک به کار برده می‌شد.

### فرم‌های مرسوم دوره کلاسیک
در ابتدای دوره کلاسیک به ندرت فرم یا مقوله موسیقایی جدید به وجود آمد. برخی از فرم‌های قدیمی از بین رفتند که از همه سریع تر اوورتورهای ارکستری فرانسوی، سویت و سونات مجلسی برای سازهای مختلف بود. رقص‌های آلماند، کورانت، ساراباند، ژیگ چه در اجتماع و چه روی صحنه از مد افتادند ولی گاوت، پولونز و مینوئت با کمی تغییرات مرسوم بودند. قسمت تریو به مینوئت اضافه شد و خود مینوئت نیز در اواخر دوره کلاسیک به فرم اٍسکٍرتزو تغییر پیدا کرد.
در میان انواع مختلف موسیقی سازی، واریاسیون برای پیانو نمونه محبوبی در سرتاسر دوره کلاسیک شد که این فرم ابتدا به عنوان موسیقی سرگرمی در دربار و محافل بورژوا و بعداً به عنوان قطعه استادانه و چیره‌دستانه در کنسرت‌ها اجرا می‌شد. اکثر استادان موسیقی کلاسیک از این فرم استفاده کرده‌اند و اغلب مهارت و قدرت خود را به صورت بداهه نوازی در قطعات واریاسیون برای ساز پیانو نشان داده‌اند. فرم واریاسیون به عنوان یک موومان مستقل نیز در سمفونی و سونات به کار گرفته شد.
فرم تریوسونات هم چنان در اوایل دوره کلاسیک با جزئی تغییرات در مومان‌ها (به صورت تند، آهسته، تند) و هارمونی باقی ماند و در کل سبک کلاسیکی به خود گرفت. حدود سال‌های ۱۷۷۰ تا ۱۷۸۰ بود که نوع سونات برای پیانو و یک ساز یا سونات پیانو جانشین نوع قدیمی تریوسونات گردید.
فرم کنسرتو گروسو باروک نیز در اوایل دوره کلاسیک مورد استفاده بسیاری از آهنگسازان قرار گرفت و این فرم بانی سینفونیا کنچرتانته دوره کلاسیک به‌شمار می‌آید که بعدها به صورت سمفونی درآمد؛ مثلاً سمفونی‌های صبح، بعدازظهر و سمفونی شماره ۸ هایدن چیزی غیر از کنسرتو گروسو نیست. فرم کنسرتوسلو بدون هیچ وقفه‌ای در دوره کلاسیک ادامه یافت و در مکتب موسیقی وین خصوصاً با کنسرتو پیانوهای موتسارت توسعه بیشتری یافت. اما با کنسرتو پیانوهای بتهون بود که این فرم در دوره کلاسیک به حد کمال و تکامل هنری خود رسید و نمونه‌ای برای آهنگسازان دوره رمانتیک شد.
کوارتت زهی در اواخر دوره باروک یا حتی اوایل دوره کلاسیک در مفهوم امروزی خود وجود نداشت. فرم کوارتت زهی از سینفونیاهای ایتالیایی (برای سازهای زهی) یا دیورتیمنتوهای مکتب ونیز سرچشمه گرفته‌است که در ابتدا گاهی سه یا پنج موومان داشت. حتی کوارتت‌های اپوس ۱ و ۲ اثر هایدن که هنوز آن‌ها را کاساتسیون یا دیورتیمنتو می‌نامیدند، دارای دو مینوئت بود. اما با شروع کوارتت‌های اپوس ۳، فرم اصلی چهار موومانی ظاهر شد و تقریباً به عنوان یک قاعده کلی تا به امروز بدون تغییر باقی ماند. فرم سونات (فرمی که اساس مومان‌های اول سمفونی‌ها و کوارتت‌های زهی و سونات‌های پیانو را تشکیل می‌داد) به تدریج و خیلی آهسته در اوایل باروک به وجود آمد و در کل دارای سه قسمت کاملاً مشخص شد. در قسمت اول تم اصلی در تونالیه نت پایه و تم فرعی در تونالیته نمایان (درجه پنجم) یا در گام مینور در درجه مدیانت (درجه پنجم) یا در گام مینور در درجه مدیانت (درجه سوم) معرفی می‌شود و در اصطلاح این قسمت را اکسپوزیسیون می‌نامند. در قسمت وسط که آن را دولُپمان (گسترش) می‌گویند، تم‌ها بسط و گسترش می‌یابند و به تونالیته‌های دیگر مدولاسیون می‌کنند. در قسمت آخر (ریکاپیتولاسیون) هر دو تم در تونالیته اصلی برگشت می‌کنند و بالاخره با یک کودا کوتاه موومان اول به پایان می‌رسد.
پدر تکنیک بسط و گسترش موتیفی و دولپمان را بدون شک باید جوزف هایدن دانست. موتسارت تا قبل از آشنایی خود با هایدن دولپمان را در مفهوم کامل خود به کار نگرفته بود ولی بتهوون بود که شکل اصلی دولپمان را تکامل بخشید و این شکل به‌طور ثابت تا مدت‌ها باقی ماند. اکثر مومان‌های اول سمفونی‌ها، کوارتت‌ها و سونات‌های دوره کلاسیک و رمانتیک در همین فرم سونات تصنیف شده‌اند که در کل اساس موسیقی‌سازی شد.

### ارکستر و سازها
یکی از مشخصات ارکستر دوره باروک تنوع زیاد سازها در یک خانواده و در اندازه و کوک‌های مختلف بود. هنگامی که ارکستر مونته وردی یا باخ را مورد ملاحظه قرار دهیم به تعدادی از سازها برمی‌خوریم که امروزه مورد استفاده ارکستری ندارند سازهایی مانند: ویولا دآمور، ویول، کورنت، عود و ریکوردر. سازهای دیگر در ارکستر کلاسیک باقی ماندند ولی از نظر ساختمانی و عملکرد تغییراتی پیدا کردند که از آن جمله ترومپت را می‌توان نام برد.